# Negreiros (Silleda)
Negreiros (oficialmente San Martiño de Negreiros) es una parroquia española del municipio de Silleda, perteneciente a la provincia de Pontevedra, en la comunidad autónoma de Galicia.

## Historia
Hacia mediados del siglo XIX, la parroquia tenía contabilizada una población de doscientos habitantes. Aparece descrita en el duodécimo volumen del Diccionario geográfico-estadístico-histórico de España y sus posesiones de Ultramar de Pascual Madoz con las siguientes palabras:

NEGREIROS (San Martin): felig. en la prov. de Pontevedra (8 1/2 leg.), part. jud. de Lalin (2 1/2), dióc. de Lugo (11), ayunt. de Chapa (1/2): sit. á la izq. del. r. Toja, con libre ventilacion y clima sano. Tiene 41 casas distribuidas en las ald. de Campo, Iglesia, O-Couto, Outeiro, Ribeiráo, Riobó, Riocalbo y Sachocos. La igl. parr. (San Martin), de la que es aneja la de San Mamed de Castro, se halla servida por un cura de entrada y de patronato real y ecl. Confina el térm. N. Breija; E. Castro; S. Margaride, y O. Chapa. El terreno es en lo general llano y fértil. Los caminos locales y en mediano estado. prod.: cereales, patatas, legumbres, hortaliza, frutas y pastos; hay ganado vacuno, lanar y cabrío; caza y pesca de varias clases. pobl.: 41 vec., 200 alm. contr. con su ayunt. (V.).
(Madoz, 1849, p. 150)

En la actualidad, pertenece al municipio de Silleda. En 2022, tenía empadronados 165 habitantes.